# Шамшин, Пётр Михайлович
Пётр Миха́йлович Шамши́н (10 [22] февраля 1811, Санкт-Петербург, Российская империя — 6 [18] февраля 1895, там же) — русский живописец и педагог, представитель петербургского академизма николаевской и пореформенной эпох, автор исторических картин и портретист; сын Михаила Шамшина, ученик Петра Басина. Академик (с 1844) и профессор (с 1853), ректор живописного и скульптурного отделений (1883–1894) Императорской Академии художеств, тайный советник (1888).

## Биография
Сын живописца-портретиста академика М. Н. Шамшина. В возрасте десяти лет был определен в воспитанники Императорской Академии художеств. Состоял в ней в числе учеников профессора П. В. Басина.
Окончил курс академии в 1838 году со званием художника с правом на чин XIV класса и с малой золотой медалью, полученной за картину: «Гектор в ложнице Елены упрекает Париса в бездействии». В 1836 году, за картину «Избиение детей Ниобы», ему присуждена большая золотая медаль.
С 1838 года жил и работал в Италии, где пробыл семь лет, после возвращения в Санкт-Петербург преподавал рисование в классах академии. В 1844 год, за картины «Агарь в пустыне» и «Пётр Великий в бурю на Лахте», получил звание академика.
В 1853 году за большой образ «Воскресение Христово» (находился в домовой церкви Академии художеств, с 1951 года в Эрмитаже), присвоено звание профессора. В 1859 году, вследствие изменения устава академии, Шамшин переведён из учителей в адъюнкт-профессора. В 1863 году он произведен в профессора 1-й степени, в 1883 году назначен ректором живописи и скульптуры. В августе 1894 года, при введении в действие нового устава академии, он уволен в отставку.
Был похоронен на Смоленском православном кладбище; могила не сохранилась.

## Творчество

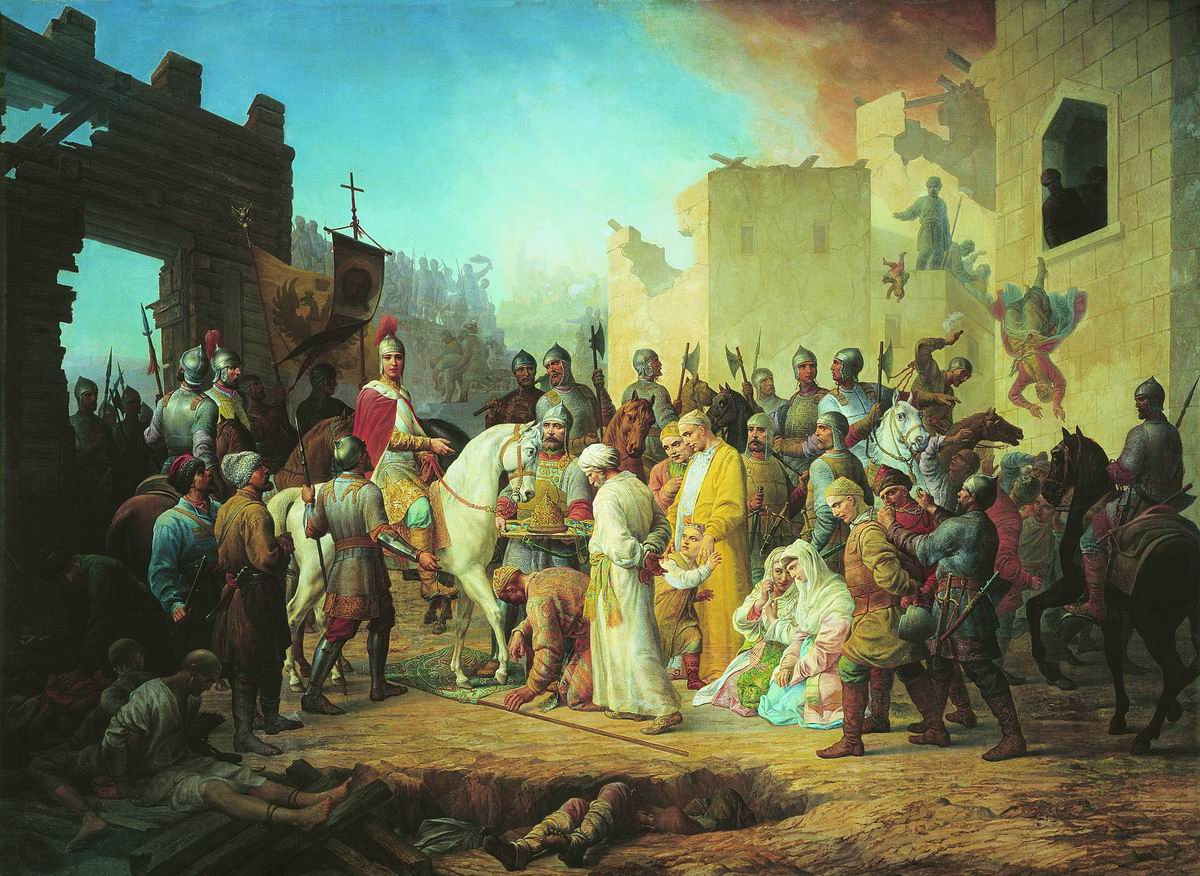
«Вступление Иоанна IV в Казань» — одна из последних работ П. М. Шамшина

Умелый рисовальщик рутинно-академического направления, холодный в своих композициях и неважный колорист, Шамшин занимался почти исключительно церковной живописью. Его образа и стенные картины находились во многих петербургских церквах: в Исаакиевском соборе, в церкви святого Мирония лейб-егерского полка, Благовещенской лейб-гвардии конного полка церкви, греческой посольской, Павловского института, университета, инженерного училища, почтамта («Видение святого Константина»), а также в московском Храме Христа Спасителя (живопись на стенах придела святого Николая Чудотворца и большая картина «Сретение Господне»), в гатчинском городском соборе, в Сионском соборе в Тифлисе, в церкви Петра и Павла при Николаевском инженерном училище, в церкви Ивангородской в Нарве, Уяздовского госпиталя в Варшаве, русского посольства в Афинах и некоторые др.
В Императорском Эрмитаже им расписана зала этрусских ваз. Из немногих картин Шамшина на сюжеты из русской истории только две являлись на публичных выставках: вышеупомянутое изображение эпизода из жизни Петра Великого (в 1844 году) и «Призвание Михаила Фёдоровича на царство» (в 1876 году).
|                               | Пётр Михайлович Шамшин (будущий ректор) был высокий, важный, медлительный старик сенаторского вида, бритый, наглухо застёгнутый, корректный. Он подходил, или, вернее, подсаживался к рисунку на вечеровом, брал от ученика папку и долго смотрел на рисунок и на натурщика. Затем медленно, немного в нос, говорил, почти всем одно и то же: "Да-с, изволите видеть, у нас с вами лодыжка не на месте". Поправлял лодыжку и продолжал: "Да-с, в наше время, изволите видеть, покойный Карл Павлович Брюллов говорил…" и т. д. Посидев около рисунка минут десять, переходил к следующему с более или менее однородными речами. Шамшин был добросовестный, но не талантливый человек, запоздавший на много лет со своими художественными взглядами и методами. |
| М. В. Нестеров. «О пережитом» | |